# 清和大学短期大学部
清和大学短期大学部（日语：／ Seiwa Daigaku Tanki Daigakubu *），简称清短，是一所位于日本千叶县木更津市的私立短期大学。前身是清和女子短期大学（日语：／ Seiwa Joshi Tanki Daigaku *）。

## 概要

### 简介
- 学校最早可以追溯到1946年[1][2]。短期大学为于1967年开办[2]、由学校法人君津学园经营[3]。为男女同校[4]从2003年[2]。

### 历史
- 1967年 清和女子短期大学成立并同时设置一个学科即幼儿教育科[2]。
- 1976年 幼儿教育专业改编为儿童教育学专科、分离为两个专攻、以下列举[2]。
  - 初等教育专攻
  - 幼儿教育专攻
- 2003年 改校名为清和大学短期大学部。开始招収男学生[2]。
- 2006年 儿童教育学科改名为儿童总合学科、幼儿教育专攻改名为幼儿教育・福祉专攻[2]。

### 宪章
- 请参看清和大学短期大学部的标志 （页面存档备份，存于） （日語） 2014年6月6日阅览。

## 学校环境
- 校区：在千叶县木更津市

## 历任校长
- 真板益夫：短期大学校长：就任于1967年[5][6]

## 组织

### 学科
- 儿童总合学科
  - 初等教育专攻
  - 幼儿教育・福利专攻

### 专科
| - 没有 |

### 业余课程
| - 没有 |

### 附属学校
- 幼儿园：前清和女子短期大学有了三个幼儿园、以下列举。
  - 八重原幼儿园：成立于1968年[7][注 1]
  - 畑泽幼儿园：成立于1971年[7][注 1]
  - 金田幼儿园：成立于1977年[7][注 1]

### 附属机关
| - 图书馆 |

## 相关链接
- 日本短期大学列表